# Heinrich Rocholl (Pfarrer)
Heinrich Wilhelm Rocholl (* 20. September 1845 in Elberfeld; † 28. Februar 1929 in Bonn) war ein deutscher evangelisch-lutherischer Militärpfarrer und Konsistorialrat mit dem Titel Dr. phil.

## Leben
Heinrich Rocholl studierte ab 1864 evangelische Theologie in Bonn. Während seines Studiums wurde er Mitglied des Bonner Wingolf.
Er wurde Militärpfarrer und diente  in  Colmar, Köln und Hannover, zur Zeit des Deutschen Kaiserreichs im Königlich-preußischen X. Armeekorps. Die Militärseelsorge war im Kaiserreich eine nicht zuletzt nationalistisch geprägte Einrichtung. Rocholl befasste sich geschichtswissenschaftlich mit der Epoche der Annexion des Elsass durch Frankreich und ist Verfasser einer wichtigen Biographie über den elsässischen Diplomaten Gebhard von Müllenheim-Rechberg (1599–1673).
Nur wenige Monate vor dem Ersten Weltkrieg wurde Rocholl, der inzwischen zum Geheimen Konsistorialrat ernannt worden und bis dahin Militär-Oberpfarrer des X. Armee-Korps in Hannover gewesen war, auf eigenen Wunsch pensioniert. Seine von ihm während des Kriegs verfassten Schriften bilden einen Teil der Weltkriegssammlung der Deutschen Nationalbibliothek.

## Schriften (Auswahl)
- Der Große Kurfürst von Brandenburg im Elsass 1674–1675. Ein Geschichtsbild aus der Zeit, als das Elsass französisch werden musste. Mit einer Karte zum Gefecht bei Türkheim. Verlag Karl J. Trübner, Straßburg 1877  (Google Books).
- Der Königlich Polnische Oberjägermeister und Kämmerer Herr Gebhard von Müllenberg-Rechberg (aus dem Elsaß) 1599–1673. Ein Charakterbild aus bewegter Zeit. Druck von R. Schultz & Comp., Strassburg 1881 (Google Books).
- Zur Geschichte der Annexion des Elsaß durch die Krone Frankreichs. Historische Aufsätze auf Grund archivalischer Dokumente. Friedrich Andreas Perthes, Gotha 1888 (Google Books).
- Deutsche, ein Haupterforderniß in den sozialen Kämpfen der Gegenwart. Ein Vortrag, gehalten auf dem achten Vereinstag des Vereins für christliche Weltbildung in Rheinland und Westfalen zu Mühlheim an der Ruhr am 5. Juni 1890, von Dr. Heinr. Rocholl, Militär-Oberpfarrer zu Hannover, nach stenographischen Aufzeichnungen, Mönchen Gladbach: Druck von W. Hütter, 1890
- Ist die Bibel Gottes Wort?, in: Evangelisches Gemeindeblatt für den Dekanatsbezirk München 3/1894, 30–32.
- Deutsches Volk, gedenke deines grossen Kaisers! Ein Charakter- und Lebensbild Kaiser Wilhelms I. zu dessen hundertjährigem Geburtstage am 22. März 1897 / gezeichnet von Heinrich Rocholl, 93 z. T. illustrierte Seiten, Hannover: Meyer, 1897
- Studien über den Feldzug des Grossen Kurfürsten gegen Frankreich im Elsass 1674/1675. Auf Grund von archivalischen Dokumenten / v. Dr. Heinr. Rocholl, Militär-Oberpfarrer zu Hannover, aus: Militär-Wochenblatt, Beiheft 2/1900, S. 87–110
- Graf Hellmuth von Moltke, der Schlachtendenker des deutschen Volkes in grosser Zeit. Ein Charakter- und Lebensbild zu dessen 100j. Geburtstage am 26. Okt. 1900 gezeichnet von Dr. Heinrich Rocholl, Konsist. R. zu Hannover. Mit zahlreichen Abbildungen, Hannover, Berlin: Carl Meyer, 1900
- Aus dem alten Kirchenbuch einer freien Reichsstadt. Warnende Bilder aus der Vergangenheit für die Gegenwart in der Jesuitenfrage (= Schriften für das deutsche Volk, 35), Halle an der Saale: Verein für Reformationsgeschichte; Halle an der Saale: M. Niemeyer, 1900
- Anna Alexandria Herrin zu Rappoltstein, eine evangelische Edelfrau aus der Zeit der Reformation im Elsass. Auf Grund archivalischer Dokumente (= Schriften für das deutsche Volk, Bd. 36), Halle an der Saale: Verein für Reformationsgeschichte M. Niemeyer, 1900
- Die Reformation im Elsass (= Festschriften für Gustav-Adolf-Vereine, Nr. 4), Leipzig: A. Strauch, [1902]
- Wie feiern sieggekrönte Regimenter ihre Erinnerungsfeste? Festpredigt zur Feier des hundertjährigen Jubiläums des Füsilierregiments General-Feldmarschall Prinz Albrecht von Preußen (Hannoverschen) … in Gegenwart seiner Majestät Kaiser Wilhelms II. am 19. Dezember 1903, Hannover: König & Eberhardt, [1903]
- Freiheit, Gleichheit, Brüderlichkeit, die Zauberformel der Revolution (= Vortragsstoffe für Volks- und Familienabende, Reihe 1, Heft 13), Leipzig: Engelmann, 1906
- Gottes Weltregierung, Naturgewalten, menschliche Schicksale (= Vortragsstoffe für Volks- und Familienabende, Reihe 1, Heft 24), Leipzig: Engelmann, 1907
- Frankreichs Politik zur Besitzergreifung des Elsass beim Abschlusse des Westfälischen Friedens. Ein historischer Aufsatz auf Grund archivalischer Dokumente (= Vortragsstoffe für Volks- und Familienabende, Reihe 1, Heft 26), Leipzig: Engelmann, 1907
- Deutschland, Deutschland über alles! Festrede am Sedanfest im Deutschen Kriegerbund (Bezirk Hannover-Linden) im Kaisersaale des Kriegerheims am 2. September 1907, Hannover: König & Ebhardt, [1907]
- Die Völkerschlacht bei Leipzig. Ein Volksabend (= Volksabende, Heft 39), 3. Auflage, Gotha: Perthes, 1913
- Die Heldenzeit der Befreiungskriege. Ein Volksabend (= Volksabende, Heft 37), 5. Auflage, Gotha: Perthes, 1913
- Abschiedspredigt gehalten am Sonntag, den 15. März 1914 in der Königlichen Garnisonkirche zu Hannover, Hannover: Feesche, 1914
- Unsere Hohenzollern von 1415–1915. Zur Fünfjahrhundertfeier des Brandenburg-preußischen Herrscherhauses, Hannover: Meyer, 1915
- Mut und Kraft aus Gottes Wort. Ein Andachtsbuch für unser tapferes Kriegsheer, Konstanz: Hirsch, 1915
- Deutsche Ostern. Ein Ostergruß an unsere tapferen Krieger, Konstanz: Hirsch, 1915
- Allein mit Gott! Ein Gebetbuch für unsere Soldaten im Felde, Konstanz: Hirsch, [1915]
- Hindenburg, Deutschlands Stolz, Russlands Schrecken. Ein Volksabend (= Volksabende, Heft 44), Gotha: Perthes, 1916
- Die Seele Gott, dem Vaterland das Leben! Ueber den deutschen Heldengeist unserer Krieger aus ihren Briefen vom Felde in der Heimat, Konstanz: Hirsch, 1916
- Der Kampf der Elsass-Lothringer für ihre Zugehörigkeit zum Deutschen Reiche. Ein geschichtlicher Rückblick für die Gegenwart auf Grund archivalischer Dokumente, Basel: Finckh, 1918; Inhaltsverzeichnis
- Mit Gott hinein ins Leben! Eine Festgabe an Jünglinge zur Konfirmation, 3. Auflage, Reutlingen: Enßlin & Laiblin, 1920; Inhaltsverzeichnis
- An Gottes Hand durchs Leben! Eine Festgabe an Jungfrauen zur Konfirmation, neue durchgesehene Auflage, Reutlingen: Enßlin & Laiblin, [1920]; Inhaltsverzeichnis
- Wachet, stehet im Glauben! Unsern konfirmierenden Kindern gewidmet, [neue Auflage], Reutlingen: Enßlin & Laiblin, [19]25
- In des Lebens Feierstunden. Eine Festgabe christlicher Poesie und Prosa / Ausgewählt von Heinrich Rocholl, [neue Auflage], Reutlingen: Enßlin & Laiblin, [19]26